# Chiodecton
Chiodecton es un género de hongos liquenizados en la familia Roccellaceae. Fue descripto por el especialista en líquenes Erik Acharius en 1814.